# Gloria Escomel
Gloria Escomel   (Montevideo, 15 d'octubre de 1941) és una escriptora uruguaiana de nacionalitat canadenca.

## Biografia
Gloria Escomel es va traslladar per primera vegada des de l'Uruguai a França el 1960 per estudiar literatura a la Universitat de París, i després es va traslladar al Canadà per exercir el seu doctorat a la Universitat de Mont-real.
Va ser professora a la Universitat del Quebec a Montréal entre 1978 i 1988 i va escriure com a periodista a publicacions com Châtelaine, L'Actualité, Perspectives, La Gazette des femmes, Le Devoir, La Liberté i La Nouvelle barre du jour.
Va rebre el premi Judith Jasmin el 1988 pel seu article «Quelle vieillesse vous préparez-vous: un âge d'or ou d'argent?» publicat a Gazette.
També ha publicat novel·les, narracions breus i obres de ràdio per la Première Chaîne de Ràdio-Canadà, així com nombrosos documents polítics per al Govern del Quebec sobre qüestions de discapacitat, LGTBI i drets humans.
És membre de la Unió dels Escriptors del Quebec (UNEQ) i administradora de la Lògia Llibertat, de l'Ordre Maçònic Mixt i Internacional de Dret Humà, (jurisdicció canadenca), que es reuneix al centre maçònic de Mont-real .Fa temps que fa campanya a favor del feminisme, de l'antiracisme, de la Amnistia Internacional i del reconeixement dels drets de les lesbianes i gai.

## Obres
Documents d'informació publicats per l'Oficina del Quebec per a persones amb discapacitat:
- 1982 - Scolarisation et formation professionnelle des personnes handicapées;
- 1982 - Rôle du bénévolat auprès des personnes handicapées et des organismes de promotion des intérêts et défense des droits;
- 1982 - L'Emploi des personnes handicapées;
- 1991 - L'intégration scolaire : apprendre avec mes amis.

### Ficció
- 1988 - Fruit de la passion, novel·la, Éditions Trois, Laval
- 1989 - Tu en reparleras... et après?, Éditions Trois, Laval
- 1992 - Pièges roman, Éditions Boréal, Montréal
- 1994 - Les eaux de la mémoire (contes et nouvelles), Éditions Boréal

### Teatre radiofònic
Peces emeses per Ràdio-Canadà:
- 1983 - La surdoublée;
- 1981 - J'enfante ma mémoire;
- 1981 - Des bâtons dans les roues;
- 1980 - La table d'écoute ou le temps-spirale;
- 1980 - Tu en parleras... et après ?

### Exposicions
- 1999 - 365 fois le tour de mon jardin – poemes sobre l'obra de Violaine Poirier, Galerie Verticale;
- 1997 - Le Vertige du monde – poemes i fotografies de Gloria Escomel : Maison de la culture Côte-des-Neiges;
- 1994 - Torture – poemes sobre l'obra de Violet Walther : Maison de la culture Côte-des-Neiges;
- 1993 - De l'une à l'autre – poemes sobre obres de Violette Walter : Maison de la culture Mercier.

### Revistes i publicacions
- L'Actualité
- La Gazette des femmes
- La Nouvelle Barre du jour
- La Vie en rose
- Le Devoir
- Châtelaine
- Perspectives